# Alvin Mendoza
Raúl Alvin Mendoza Argüello (Città del Messico, 27 luglio 1984) è un ex calciatore messicano, di ruolo difensore.